# BLEACH 漂靈：劇場版—地獄篇
《BLEACH 死神劇場版 地獄篇》（劇場版BLEACH 地獄篇）是於2010年改编自日本漫畫家久保帶人作品《BLEACH 死神》的2010年上映劇場版第4作。

## 故事簡介
雖以死神為題材，原作中卻不曾詳細描述過「地獄」這個世界。第四彈劇場版把重點放在「地獄」二字上，展開了一個全新的舞台。

## 登場角色
| 角色名         | 配音員     | 配音員   |
| 角色名         | 日本       | 台灣     |
| 主要角色       | 主要角色   | 主要角色 |
| -------------- | ---------- | -------- |
| 黑崎一護       | 森田成一   | 于正昇   |
| 朽木露琪亞     | 折笠富美子 | 錢欣郁   |
| 黑刀           | 中井和哉   | 曹冀魯   |
| 朱蓮           | 古谷徹     | 吳文民   |
| 石田雨龍       | 杉山紀彰   | 吳文民   |
| 阿散井戀次     | 伊藤健太郎 | 林谷珍   |
| 井上織姬       | 松岡由貴   | 楊凱凱   |
| 茶渡泰虎       | 安元洋貴   | 林谷珍   |
| 地獄           |            |          |
| 群青           | 相澤正輝   | 曹冀魯   |
| 太金           | 鹽屋浩三   | 林谷珍   |
| 我綠涯         | 酒井敬幸   | 吳文民   |
| 紫雲           | 高岡瓶瓶   | 吳文民   |
| 黑崎家         |            |          |
| 黑崎一心       | 森川智之   | 曹冀魯   |
| 黑崎夏梨       | 釘宮理惠   | 楊凱凱   |
| 黑崎遊子       | 瀨那步美   | 錢欣郁   |
| 護廷十三隊     |            |          |
| 山本元柳齋重國 | 塚田正昭   | 曹冀魯   |
| 朽木白哉       | 置鮎龍太郎 | 吳文民   |
| 日番谷冬獅郎   | 朴璐美     | 錢欣郁   |
| 浮竹十四郎     | 石川英郎   | 林谷珍   |
| 松本亂菊       | 松谷彼哉   | 楊凱凱   |
| 空座第一高中   |            |          |
| 淺野啟吾       | 小西克幸   | 林谷珍   |
| 小島水色       | 福山潤     | 楊凱凱   |

## 製作人員
- 原作、製作指揮：久保帶人
- 導演：阿部記之
- 劇本：高橋奈津子、大久保昌弘
- 角色設定：工藤昌史
- 分鏡：阿部記之、立川让、田中孝弘、田中宏紀、水野和則
- 美術導演：高木佐和子
- 色彩設計：上谷秀夫、阿部紀子
- 攝影導演：福島敏行
- 剪輯：植松淳一
- 音樂：鷺巢詩郎

## 主題樂曲
「Save The One, Save The All」
作詞：井上秋緒
作曲、編曲：浅倉大介
主唱：T.M.Revolution

## 小說
作者：久保帶人（原著）、松原真琴（小說）、高橋 ナツコ（劇場版腳本）、大久保昌弘（劇場版腳本）
| 卷數 | 集英社 | 集英社        | 集英社                 |
| 卷數 | 副標題 | 發售日期      | ISBN                   |
| ---- | ------ | ------------- | ---------------------- |
| 全   |        | 2010年12月6日 | ISBN 978-4-08-703234-5 |

## 外部連結
- 官方网站